# Orchestra Hit
Orchestra Hit (deutsch: Orchesterabschlag) ist ein Sampler-Instrument oder eine Sampling-Klangquelle, die durch eine Kombination aus Orchesterinstrumenten-Klängen hergestellt wurde, als ob ein Orchester gleichzeitig tutti und unisono einen Staccato-Ton spielt.
Orchestra Hit ist in der Belegung der Programmplätze von General MIDI (GM) die Nummer 56 zugewiesen (in der Ensemble-Gruppe).

## Geschichte
Die ursprüngliche Version des Orchestra Hits wurde vom Fairlight-Entwickler Peter Vogel von einer Schallplatte aufgenommen. Dies bildete so den Sample ORCH2 des Fairlight CMI, dem ersten digitalen Synthesizer mit Sampling-Technik. Es handelte sich um den Eröffnungsakkord des Infernalischen Tanzes aus Igor Strawinskys Feuervogel-Suite.
Er wurde seit den 1980er Jahren in der Pop-, Hip-Hop- und Technomusik als dramatische und perkussive Komponente sehr populär, und Hersteller verschiedener Synthesizer fügten ihren Geräten ähnliche Samples hinzu. Heute ist er in fast jeder Sample Library (Sound-Bibliothek) in verschiedenen Variationen enthalten.

## Klangbeispiele
|  | Info zur Audio-Datei |

|  | Info zur Audio-Datei |

Orchestra Hits sind z. B. in folgenden Liedern zu hören:
- Yes: Owner of a Lonely Heart (1983)
- Nino de Angelo: Jenseits von Eden (1983)
- Aldo Nova: Monkey on your Back (1983)
- Steve Winwood: Higher Love (1986)
- Mixed Emotions: You Want Love (Maria, Maria...) (1986)
- Eurythmics: Beethoven (I Love to Listen to) (1987)
- Pet Shop Boys: Always on My Mind (1987)
- Samantha Fox: Naughty Girls (Need Love Too) (1988)
- Milli Vanilli: Girl You Know It’s True (1988)
- Janet Jackson: Rhythm Nation (1989)
- Madonna: Vogue (1990)
- Rhythm Syndicate: P.A.S.S.I.O.N. (1991)
- Shanice: I Love Your Smile (1991)
- Michael Jackson: Jam (1991)
- Die Ärzte: Die Banane (1995)
- Michelle: Dein Püppchen tanzt nicht mehr (1998)
- Britney Spears: … Baby One More Time (1998)
- *NSYNC: Bye Bye Bye (2000)
- Andrea Berg: Du hast mich tausendmal belogen (2001)
- Jennifer Lopez: Love Don’t Cost a Thing (2001)
- Bro’Sis: I Believe (2001)
- Mickie Krause: 10 nackte Friseusen 2003 (2003)
- 50 Cent: Disco Inferno (2004)
- Helene Fischer: Und morgen früh küss ich dich wach (2006)
- Tobee: Lotusblume (2007)
- Lady Gaga: Love Game (2009)
- The Incredible Herrengedeck: Lastafahrerei (2010)
- Lady Gaga: Judas (2011)
- Jason Derulo feat. 2 Chainz: Talk Dirty (2013)
- Bruno Mars: Finesse (2016)
- Leningrad: Voyage (2017)
- Grossstadtgeflüster feat. HGich.T: Hallus (2019)
- Christin Stark: Spinnst du (2020)
- Lord of the Lost vs. Swiss und die Andern: Schwarz Tot Gold (2020)
- Imagine Dragons feat. JID: Enemy (2021), Titelmusik von Arcane